# 悪魔の棲む部屋
『悪魔の棲む部屋』（あくまのすむへや、原題：Fever）は、1999年5月16日にフランスのカンヌ国際映画祭より初公開されたイギリス制作のミステリー・ホラー映画。
日本では劇場未公開。2001年4月25日にエムスリイエンタテインメントよりDVD（BBBF-1682）が発売されており、2006年11月29日に株式会社トーンより再発売されている。

## キャスト
※括弧内は日本語吹替
- ニック・パーカー - ヘンリー・トーマス（宮本充）
- シャーロット・パーカー - テリー・ハッチャー（日野由利加）
- ウィル - デヴィッド・オハラ（北川勝博）
- グラス刑事 - ビル・デューク（緒方愛香）
- シドニー・ミスキウィッツ - サンドール・テクシー（長島雄一）
- ルーラ・ミスキウィッツ - イルマ・セント・ポール（谷育子）
- ソレダッド - マリソル・パディーラ・サンチェス（落合るみ）

## スタッフ
- 監督・脚本：アレックス・ウィンター
- 製作：クリスチャン・マーティン
- 製作総指揮：グレアム・ブラッドストリート、アリ・ルー・ミッチェル、コニー・タヴェル
- 撮影：ジョー・デサルヴォ
- 音楽：ジョー・デリア
- 視覚効果：ロブ・ベネヴィデス

吹替版制作スタッフ
- 演出：高橋秀雄
- 翻訳：長尾絵衣子
- 制作：ニュージャパンフィルム